# Rhagium morrisonense
Rhagium morrisonense là một loài bọ cánh cứng trong họ Cerambycidae.